# Jaime Miguel de Guzmán Dávalos y Spínola
Jaime Miguel de Guzmán Dávalos y Spínola (ur. 1690 w Sewilli, zm. 1767 w Barcelonie) – hiszpański wojskowy i dyplomata.
W latach 1736–1740 był ambasadorem Hiszpanii w Paryżu. W latach 1742–1744 był dowódcą korpusu ekspedycyjnego w Sabaudii. W latach 1746–1748 był naczelnym dowódca armii hiszpańskiej w północnej Italii.